# صفحه رشد استخوان

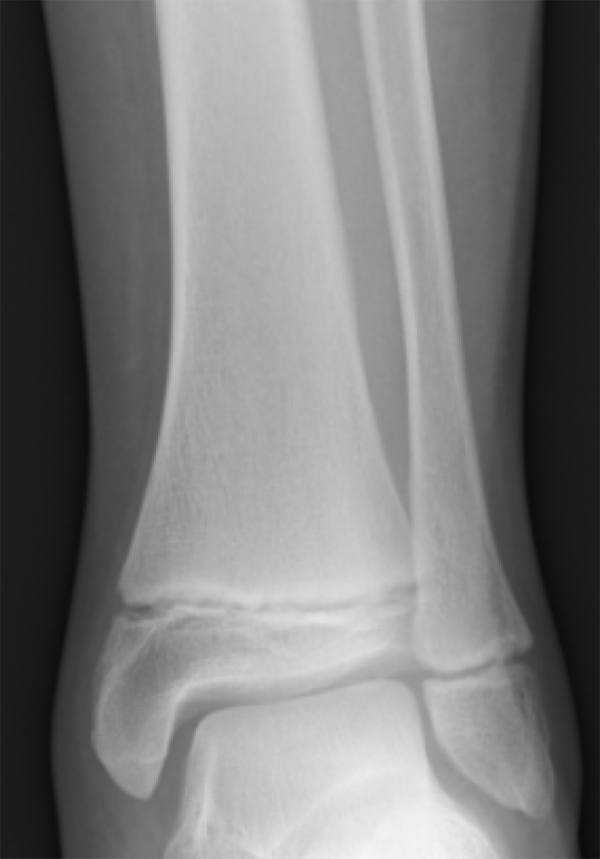
صفحه رشد در ناحیه مچ پا

صفحه رشد استخوان (به انگلیسی: Growth plate) صفحه‌ای غضروفی از جنس غضروف شفاف (هیالن)* است که مابین دو قسمت اپی‌فیز و دیافیز استخوان‌های بدن قرار دارد و رشد طولی آن‌ها را میسر می‌سازد.

## رشد طولی استخوانها
رشد طولی استخوانهای دراز توسط یک یا دو صفحه غضروفی به نام غضروف اتصال در دو انتهای آن‌ها صورت می‌گیرد. این رشد از دوران جنینی آغاز و در انسان ( 16 الی 18سالگی) با استخوانی شدن کامل آن پایان می یابد. سلولهای غضروفی موجود در عمقی‌ترین لایه صفحه رشد با تکثیر و نمو خود مقدمات تشکیل بافت استخوانی را فراهم می آورند و به طول استخوان اضافه می‌کنند. عوامل متعدد محیطی و داخلی و هورمونی بخصوص هورمون رشد، در فعالیت صفحه‌های رشد دخالت دارند.

## بافت شناسی
پنج منطقه متفاوت در ساختمان بافت‌شناسی صفحه رشد قابل تفکیک است. اولین لایه آن که نزدیک اپی‌فیز قرار دارد، مربوط به سلولهای غضروفی است که بتدریج تغییر وضع داده و عامل اصلی در ساخت بافت استخوانی می‌باشند.
لایه‌های آن که درحقیقت مراحل تغیر شکل سلول‌ها را نشان می‌دهد شامل قسمت‌های زیر است:
| مناطق صفحه رشد (از اپی فیز تا دیافیز) |
| ------------------------------------- |
| منطقه استراحت*                        |
| منطقه تکثیر*                          |
| منطقه بلوغ و پُرسازی*                  |
| منطقه کلسیفیه شدن                     |
| منطقه استخوانی شدن                    |

## صدمه صفحه رشد
شکستگی‌ها یا صدماتی که در دوران کودکی و قبل از بسته شدن صفحه رشد اتفاق می افتد می‌تواند فعالیت آن را متوقف یا کند یا تغییر دهد. این صدمات می‌تواند عوارضی مانند توقف رشد، کوتاهی اندام، انحراف محور طولی استخوان و نیز تغییر شکل‌های مفصلی مانند پای پرانتزی، پای ضربدری ویا بیرون‌خمیدگی ساعد بوجود آورد.
بسیاری از بیماری‌های متابولیک و مادرزادی  مثل راشیتیسم، آکرومگالی، آکندروپلازی می‌توانند بر روی فعالیت صفحه رشد تأثیر گذاشته و اختلال رشد ایجاد کنند.